# Kleśa
Kleśa (sanskryt क्लेशा, trl. kleśā, uciążliwość) – czynniki, które według Patańdźalego, autora podręcznika jogi klasycznej, są przyczyną cierpienia.
W trzeciej sutrze drugiej księgi Jogasutr (अविद्यास्मितारागद्वेषाभिनिवेशाः पञ्च क्लेशाः॥३॥, Avidyāsmitārāgadveṣābhiniveśāḥ kleśāḥ)  Patańdźali wylicza pięć kleśi (kleśa) :
- awidja – niewiedza
- asmita – świadomość "jestem"
- raga – pragnienie
- dwesza – awersja
- abhiniweśa – przywiązanie [do życia?][1].

W sutrze II.4 precyzuje, że to awidja jest glebą dla pozostałych uciążliwości (...).
Praktyką, którą proponuje Patańdźali m.in. dla osłabienia uciążliwości, jest krijajoga, tj. asceza (tapas), medytacja, skupienie się na Iśwarze.